# Pont Charraud
Le pont Charraud est un pont en arc français qui franchit la Sédelle à Crozant, dans la Creuse, en Nouvelle-Aquitaine. Il est inscrit monument historique depuis le 23 juillet 1934.